# Чистота крові

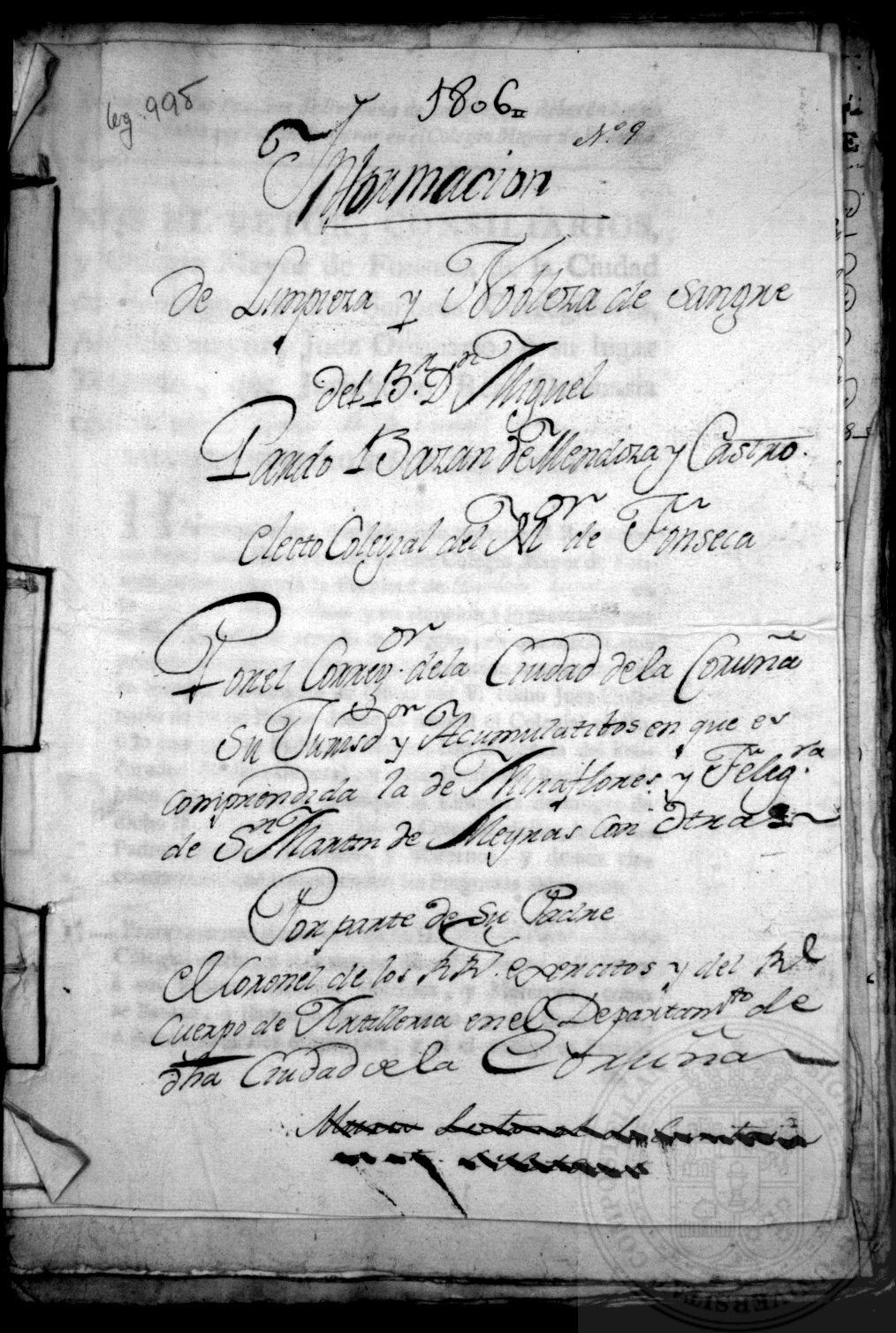
Довідка про чистокровність Мігеля Мендоси-Кастро (1806, Сантьяго-де-Компостела).

Чисто́та кро́ві (ісп. limpieza de sangre, порт. limpeza de sangue) — концепція релігійно-расової чистоти у модерній Іспанії, Португалії та їхніх колоніальних імперіях XV—XIX століть. Згідно з концепцією піддані цих країн поділялися на дві категорії: «чистокровних» і «напівкровних» (нечистокровних). До першої групи входили іспанці, португальці й інші європейці, предки яких сповідували християнство задовго до завершення Реконкісти (так звані «старі християни»); до другої групи входили нащадки євреїв, мусульман, язичників, або представників не-європейських народів, які навернулися до християнства наприкінці або після Реконкісти (так звані «нові християни», або «конвертити»). У вузькому сенсі нечистокровними були особи, що мали єврейських предків; у широкому — усі особи, що походили з міжрелігійних чи міжрасових сімей (метиси, мулати, самбо тощо). Найчистішими вважалися баски й астурійці, землі яких не зазнали мусульманського завоювання. Вперше концепція згадується у Толедських статутах 1449 року, прийнятими після єврейського погрому. Передбачала сегрегацію «нечистокровних» підданих: їм заборонялося займати вищі державні й церковні посади; вступати до чернечих орденів, війська, цехів, університетів; займатися певними видами господарчої діяльності тощо. Згодом включена в державне законодавство, церковні постанови і станові акти. Критиками концепції виступали єзуїти, зокрема Ігнатій Лойола. Концепція сприяла розвитку генеалогії в Іспанії, Португалії та колоніях, в яких сформувалася традиція надання довідок про «чистокровність» при вступі на посаду. Чимало шляхетних родів виводили своє походження з Астурії або Наварри, доводячи свою незаплямованість. Аби обійти обмеження, «нові християни» мусили вдаватися до підкупів або підробок генеалогічних документів. У Латинській Америці й Філіппінах на основі концепції була побудована система каст, ієрархічна система расової класифікації. Концепція втратила своє значення з поширенням лібералізму в Європі. В Іспанії вимоги надавати довідки про «чистоту походження» скасували 1865 року для збройних сил, 1866 року — для закладів освіти, 1870 року — для всіх суспільних сфер. Тим не менш, заборони лишалися чинними у регіонах до середини ХХ ст.: зокрема, на Майорці священикам з «нових християн» не дозволяли служити месу в катедральному соборі. Іспанський досвід був запозичений німцями при прийнятті Нюрнберзьких законів.

## Історія
- 1449: Толедські статути. Новим християнам заборонено займати державні й громадські посади.
- 1483: Алькантарський орден запровадив принцип чистоти крові у статуті. Новим християнам заборонено вступ до ордену.
- 1489: Домініканці відмовилися від прийому нових християн до ордену.
- 1496: Єроніміти відмовилися від прийому нових християн до ордену.
- 1522: Університети Саламанки, Вальядоліда й Толедо відмовилися приймати нових християн на навчання.
- 1525: Францисканці відмовилися від прийому нових християн до ордену.
- 1527: Орден Сантьяго запровадив принцип чистоти крові у статуті. Новим християнам заборонено вступ до ордену.
- 1556: Бенедиктинці відмовилися від прийому нових християн до ордену.
- 1593: Товариство Ісуса запровадило принцип чистоти крові у статуті.
- 1773: Португалія змінила законодавство, відмовившись від концепції чистоти крові.
- 1870: Іспанія змінила законодавство, відмовившись від концепції чистоти крові.